# Milan Ivana
Milan Ivana (Kálnica, 26. studenog 1983. - ) slovački je nogometaš koji igra na poziciji krilnog veznog ili krilnog napadača. Trenutačno nastupa za njemački klub SV Darmstadt 98, koji se natječe u Bundesligi.

## Klupska karijera
Svoju profesionalnu karijeru započeo je u slovačkom AS Trenčínu, gdje je igrao punih pet godina. U ljeto 2003. potpisao je za češki 1. FC Slovácko, u kojem je igrao četiri sezone. Bio je najbolji strijelac Prve češke nogometne lige za sezonu 2005./06. s 11 zabijenih pogodaka. Tijekom 2007. godine, kada je isticao njegov ugovor sa Slováckom, dobio je nekoliko ponuda od njemačkih nogometnih klubova (npr. od Borussije Mönchengladbach), ali sve ih je odbio. Na prijedlog klupskog menadžera, Ivana je u ljeto 2007. potpisao s prašku Slaviju, koja mu je ponudila najbolje uvjete. Sa Slavijom je osvojio naslov državnih prvaka dvije sezone zaredom - 2007./08. i 2008./09.
2009. je potpisao trogodišnji ugovor sa Slovanom iz Bratislave. Tijekom sezone 2011./12. igrao je za B momčad, jer se nije isakazao na terenu. Zbog toga je početkom 2012. potpisao za Wehen iz Wiesbadena, za koji je igrao do kraja 2013. Tada potpisuje za njemački SV Darmstadt 98 na jednu godinu. 4. srpnja 2013., u prvom kolu DFB-Pokala, na utakmici protiv Borussije Mönchengladbach, Ivana je u raspucavanju jedanaesteraca zabio za 5:4 i odveo klub u drugo kolo. Tijekom sezone 2014./15. s Darmstadtom je igrao u njemačkoj nogometnoj Bundesligi, i time postao jedan od rijetkih Slovaka koji su to uspjeli postići.

## Reprezentatvina karijera
Prije nego što je počeo profesionalno igrati za Slovačku nogometnu reprezentaciju, krajem 1990-ih i početkom 2000-ih igrao je za sekcije do 17 i do 19 godina. S reprezentacijom do 19 godina osvojio je brončano odličje na Europskom prvenstvu 2002. godine u Norveškoj. Igrao je i u osmini završnice Svjetskog prvenstva do 20 godina 2003. u Ujedinjenim Arapskim Emiratima, na utakmici protiv Brazila, koju je Slovačka izgubila s 2:1.
Za Slovačku "A" reprezentaciju odigrao je 2 utakmice bez pogodaka. 31. ožujka 2004. ušao je u 66. minuti prijateljske utakmice protiv Austrije, koja je završila neriješeno (1:1). Svoju drugu i posljednju utakmicu za reprezentaciju odigrao je 10. prosinca 2006. u prijateljskom susretu protiv Ujedinjenih Arapskih Emirata u Abu Dhabiju. Utakmica je završila pobjedom Slovačke 2:1.

## Nagrade i postignuća

### Klupske

#### Slavia Prag
- Prva češka nogometna liga
  - Prvaci (2): 2007./08., 2008./09.

#### Slovan Bratislava
- Slovačka Superliga
  - Prvaci (1): 2010./11.
- Slovački nogometni kup
  - Prvaci (2): 2009./10., 2010./11.

### Reprezentativne

#### Slovačka do 19
- Europsko prvenstvo u nogometu do 19 godina
  - Treće mjesto (1): 2002.

### Individualne
- Najbolji strijelac Prve češke nogometne lige (1): 2005./06.

## Vanjske poveznice
- (engl.) Ivana, Milan na national-football-teams.com
- (njem.) Milan Ivana na weltfussball.de
- (češ.) Statistike u Prvoj češkoj nogometnoj ligi na idnes.cz